# Jonathan Worth
Jonathan Worth, född 18 november 1802 i Randolph County, North Carolina, död 6 september 1869 i Raleigh, North Carolina, var en amerikansk politiker. Han var North Carolinas guvernör 1865–1868.
Worth studerade juridik under Archibald Murphey. År 1824 inledde han sin karriär som advokat i Asheboro och gifte sig med Murpheys systerdotter Martitia Daniel. Worth var motståndare till North Carolinas utträde ur USA och efter utträdet tjänstgjorde som North Carolinas finansminister (North Carolina Treasurer) 1862–1865.
Worth efterträdde 1865 William Woods Holden som guvernör och efterträddes 1868 av företrädaren Holden. Även om Worth själv hade fattat beslutet att inte ställa upp för omval ville han ändå inte godkänna Holden som sin efterträdare. Worth måste avlägsnas från guvernörsresidenset med hjälp av militären. Följande år avled han i Raleigh och gravsattes på Oakwood Cemetery.
Som guvernör representerade Worth Konservativa partiet som var en sammanslutning av demokrater och tidigare konservativa whigs. Partiet existerade under rekonstruktionstiden i North Carolina och ersattes av Demokratiska partiet. De konservativa var emot den federala regeringens inblandning i North Carolinas politik.